# Zdarzenie w Mischief Creek
Zdarzenie w Mischief Creek – opowiadanie Andrzeja Sapkowskiego z gatunku fantasy z elementami horroru. Pierwotnie ukazało się w „Nowej Fantastyce” w 2000 roku. Opowiadanie nawiązuje do procesów w Salem w XVII wieku.

## Historia
Pierwotnie ukazało się w „Nowej Fantastyce” nr 7/2000. W formie książkowej w zbiorze Coś się kończy, coś się zaczyna (superNowa, 2000), w roku 2012 wznowione w zbiorze Maladie i inne opowiadania.
Opowiadanie przetłumaczono na kilka języków: czeski, niemiecki, hiszpański i francuski.

## Fabuła
Treść opowiadania nawiązuje do procesów w Salem w 1692 roku i opowiada o grupce purytan ścigających domniemaną czarownicę.

## Odbiór
Tekst zajął 2. miejsce w głosowaniu na polskie opowiadanie roku do nagrody Sfinks w 2001 roku.
W 2001 roku Mariusz Cieślik recenzując zbiór Coś się kończy, coś się zaczyna dla Gazety Wyborczej napisał, że jest to jedno z najciekawszych opowiadań w tomie. Zbiór zrecenzował też w tym samym roku Tomasz Pacyński dla fanzinu Fahrenheit; o opowiadaniu pozytywnie napisał, ze jest to „kawał rzetelnego rzemiosła [...] Widać w nim poszukiwanie, próbę zmierzenia się z inną tematyką, innymi bohaterami, niż w cyklu wiedźmińskim [...] Literacko i warsztatowo znakomite”.
Recenzent portalu Poltergeist (polter.pl), opisując w 2012 roku zbiór Maladie i inne opowiadania ocenił opowiadanie pozytywnie, pisząc, że „jest przykładem solidnego rzemiosła i zasługuje na wyważone oklaski”. Skrytykował jednak przedmowę autora, która „spoileruje” zakończenie utworu.

## Analiza
Jako inspiracje sam autor podaje pozycje: Janet Cave i Margery A. du Mond, Witches and Witchcraft, Phillip W. Sargeant, Witches & Warlocks, Brian P. Levack, Polowanie na czarownice w Europie wczesnonowożytnej, Jules Michelet Czarownica oraz wydarzenia w Salem w 1692 roku. Tytuł, jak pisze Sapkowski: „jest hołdem złożonym Bretowi Harte’owi, który w podobnym stylu tytułował swe opowiadania”. A motyw przewodni opisał autor tak: „katujemy 'czarownice', bo co mogą nam zrobić bezsilne kobiety? A tu naraz – siurpryza…”.
Opowiadanie stało się przedmiotem kilku prac naukowych, w których analizowano jego język oraz mieszanie gatunków.
Jest to jedno z nielicznych opowiadań Sapkowskiego w konwencji horroru, aczkolwiek Dorota Ucherek zauważa, że jest ono także bliskie literaturze fantasy.